# Fort Hill
Fort Hill (ook: Signal Hill) is een 217 meter hoge berg in de buurt van Philipsburg in Sint Maarten. In 1801 werd Fort Willem I op de top van de berg gebouwd, maar is vervallen is tot een ruïne.
Er is een wandeltocht van 2,1 km uitgezet waarlangs de top kan worden bereikt. Fort Hill beidt een panoramisch over de Great Bay. Op de top staat een zendmast die gedeeltelijk op de fundamenten van het voormalige fort is gebouwd.